# DVI (TeX)
DVI ("DeVice Independent" cioè "Indipendente dal dispositivo") è il formato di output del linguaggio di impaginazione TEX, progettato da Donald Knuth nel 1979. Diversamente dai file TEX, i file DVI non sono fatti per essere leggibili dall'uomo; consistono di dati binari, contenenti una descrizione della pagina indipendente dal dispositivo di uscita. Il DVI è progettato per dare la migliore qualità visiva sia che sia visualizzato su un monitor sia che sia stampato con una costosa stampante laser a colori. Normalmente un file DVI viene immesso in un DVI driver che si preoccupa di interpretare i comandi del file producendo una rappresentazione bitmap da stampare o visualizzare. Utilizzando un driver opportuno un file DVI può essere stampato, convertito in formato grafico come il TIFF, JPEG, ecc. oppure convertito in un altro formato di descrizione di pagine come il PDF o il PostScript. Wikipedia usa la sintassi di TEX per definire le formule matematiche che poi vengono passate ad un opportuno driver che le converte in immagini PNG.
I file DVI non sono cifrati ed è possibile rigenerare da essi un documento TEX, sebbene l'operazione non sia né semplice né indolore. Spesso il file TEX che si ottiene non ha la stessa qualità del DVI di partenza soprattutto se per generare il file TEX si sono utilizzate delle estensioni come LaTeX.

## Programmi che gestiscono il formato DVI
I file DVI sono spesso convertiti in PDF o PostScript per la lettura o la stampa. Possono anche essere visti direttamente in un visore di file DVI.
- Visori di file DVI: xdvi, YAP, Evince, KDVI
- convertitori da DVI a PDF: dvipdf
- Convertitori da DVI a PostScript: dvips